# 李郡歡
李郡歡（1995年1月14日—）為臺灣女子籃球運動員，家中從事殯葬業，與妹妹李郡心同樣排球運動員出身，就讀正濱國中時踏上籃球路，就讀國三時國一的妹妹也入選球隊12人名單，國中畢業後李郡歡進入金甌女中就讀，大學前往效力臺北市立大學天母校區。

## 外部連結
- 李郡歡在Eurobasket.com（球員）（英语）